# David Porter (Musiker)

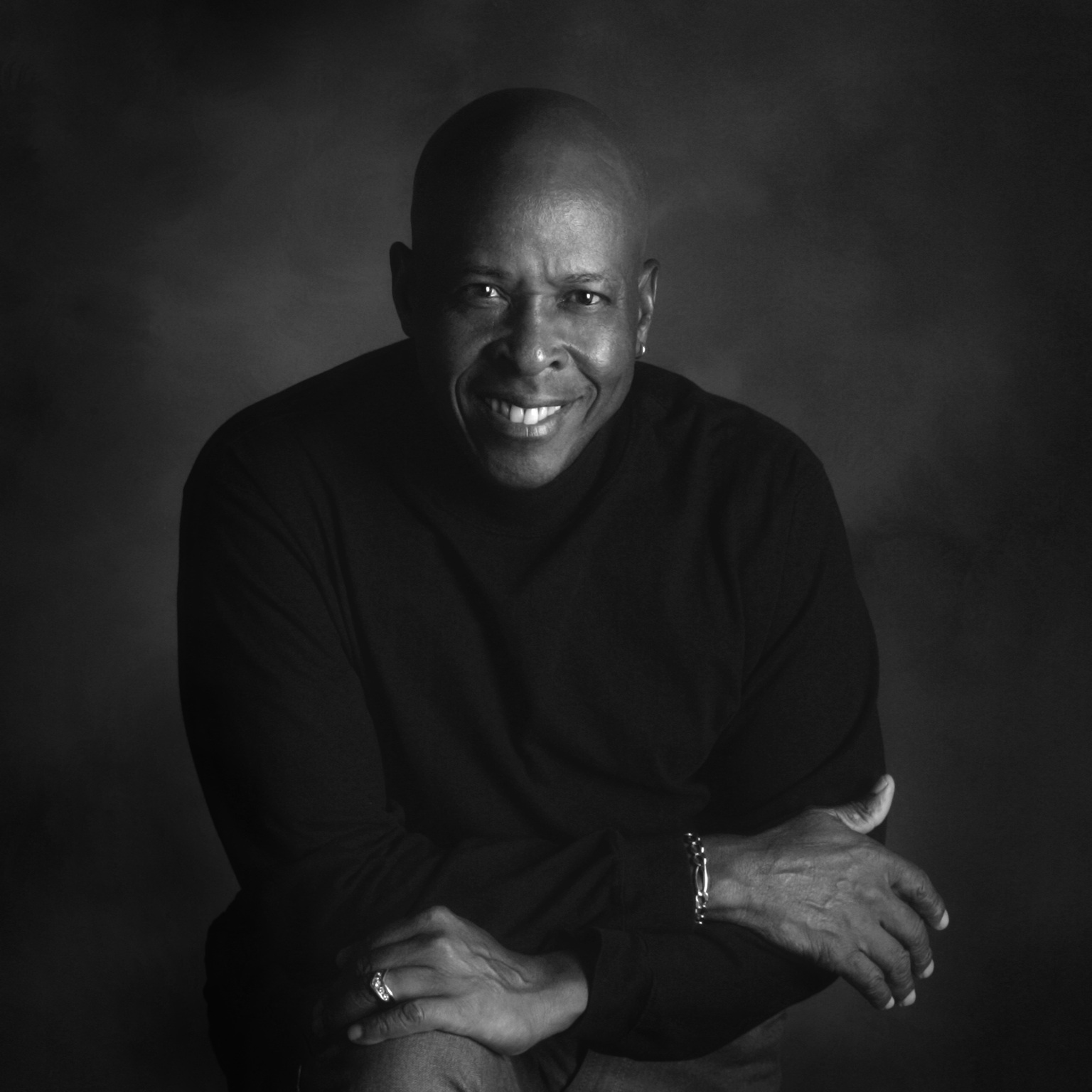
David Porter

David Porter (* 21. November 1941 in Memphis, Tennessee, USA) ist ein US-amerikanischer Songwriter, Musikproduzent, Sänger und Unternehmer.

## Biografie
Porter war das neunte von zwölf Kindern von James und Corean Porter. Er sang bereits in jungen Jahren in der Kirche, in der Schule, bei Veranstaltungen und bei Wettbewerben, oft zusammen mit seinem engen Freund und Klassenkameraden Maurice White, der später Earth, Wind and Fire gründete. Als Porter während seiner High-School-Zeit in einem Lebensmittelgeschäft gegenüber von Satellite Records arbeitete, ging er hinüber, um herauszufinden, ob das Label auch Soulmusik aufnehmen würde.
Nach Treffen mit Chips Moman wurde Porter bei Satellite als Songwriter tätig. Er arrangierte auch, dass seine Freunde und Klassenkameraden für Satellite Aufnahmen machen konnten, darunter Booker T. Jones, William Bell und Andrew Love. Bald darauf benannte sich Satellite in Stax Records um und konzentrierte sich auf Soulmusik.
Porter war der erste Songwriter bei Stax Records und arbeitete auch als A&R-Manager. Er stellte unter anderem The Emotions und The Soul Children ein; zudem gewann er Isaac Hayes als Partner. Als Hauskomponisten für Stax Records haben Porter und Hayes etliche Hits von Sam & Dave geschrieben, darunter Soul Man, I Thank You, When Something Is Wrong with My Baby und Hold On, I’m Comin’. Sie schrieben auch Material für Carla Thomas (B-A-B-Y), Johnnie Taylor (I Got to Love Somebody’s Baby und I Had a Dream) und The Soul Children. Ab Ende der 1960er Jahre konzentrierte sich Hayes zunehmend auf seine eigene Karriere als Musiker, was schließlich zum Ende der Songwriting-Partnerschaft führte. Das Duo Hayes-Porter komponierte während seiner Zusammenarbeit je nach Quelle zwischen 200 und 300 Lieder.
Anschließend begann Porter, mehrere eigene Alben für Stax aufzunehmen. Seine Single Can’t See You When I Want To schaffte es 1970 in die Top-30 der R&B-Charts. Außerdem veröffentlichte er auf anderen Labels unter den Pseudonymen Little David und Kenny Cain.
Porter begann mit dem Songwriting-Partner Ronnie Williams zusammenzuarbeiten und leitete später den kurzen Relaunch des Stax-Labels im Jahr 1978, nachdem die Vermögenswerte des bankrotten Labels von Fantasy Records übernommen worden waren. Er und Hayes erhielten 1999 Pioneer Awards der Rhythm and Blues Foundation.
2005 wurde Porter zusammen mit Bill Withers, Steve Cropper, Robert B. Sherman, Richard M. Sherman, John Fogerty und Isaac Hayes in die Songwriters Hall of Fame aufgenommen.
2012 gründete Porter „The Consortium MMT“ (Memphis Music Town), eine gemeinnützige Organisation mit dem Ziel, durch strukturierten Unterricht, Erfahrung und Mentoring eine lebensfähige Musikindustrie in Memphis aufzubauen.
Neben den bereits erwähnten Ehrungen wurde David Porter vielfach ausgezeichnet, unter anderem mit der Aufnahme in die Memphis Music Hall of Fame (2013).